# Tina Kogovšek
Tina Kogovšek, slovenska sociologinja in pedagoginja, * 13. september 1970, Ljubljana.
Predava na Oddelku za sociologijo Filozofske fakultete Univerze v Ljubljani.